# Bánh căn

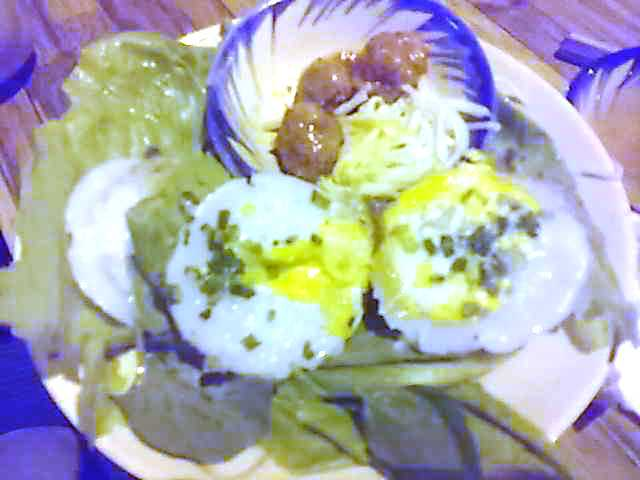
Bánh căn dọn kèm rau sống và xíu mại

Bánh căn là một loại bánh phổ biến của Ninh Thuận, Bình  Thuận . Sau này được phát triển ở vùng Nam Trung Bộ, đặc biệt ở các tỉnh Khánh Hòa, Lâm Đồng, Bình Thuận. Bánh căn có hình dáng gần với bánh khọt ở các tỉnh phía Nam, nhưng cách làm hoàn toàn khác. Nếu như bánh khọt là loại bột gạo "chiên" (vì có dùng dầu mỡ) thì bánh căn là loại bột gạo "nướng". Làm bánh căn thường phải có khuôn đúc đặc biệt, thường làm bằng đất nung, và có nhiều lỗ tròn để đặt khuôn. Vì bánh căn nhỏ nên thường tính theo cặp chứ không theo cái, ở giữa có thể quét mỡ hành hoặc đổ trứng. Bánh căn thường ít được dọn cùng rau sống ăn lá, mà thường ăn kèm với xoài xanh, khế chua, dưa leo băm sợi.
Nước chấm đi kèm theo thường là nước mắm pha loãng, tỏi, ớt... hoặc nước cá kho (thường là cá nục), khi dùng thường nhúng nguyên bánh vào nước chấm. Nước chấm có thể bỏ thêm xíu mại, mỡ hành để tăng thêm hương vị và dinh dưỡng.

## Lịch sử
Không ai biết bánh căn có từ bao giờ, nhưng nguồn gốc là một món ăn của người Chăm . Qua thời gian, người Việt đã học hỏi và sáng tạo thêm nhiều cách thức mới, làm món ăn này thêm đặc sắc hơn, như ăn với nhiều loại nước chấm hơn, thêm vào bánh nào là tôm, mực, trứng...

## Thành phần
- Phần bánh: hỗn hợp gạo nước đã xay nhuyễn. (có thể trộn thêm trứng sống vào, bánh có trứng thường nở to hơn, thơm ngon nhưng cũng mau cháy hơn bánh thường).
- Phần nước chấm: nước mắm giã (nước mắm, tỏi, ớt, nước cốt chanh, muối, đường), nước cá kho, nước sốt cà, nước mắm nêm.
- Phần đồ ăn thêm: trứng luộc, chả cá, xíu mại, tóp mỡ.

Ăn kèm thêm xoài sống, khế, dưa leo, đồ chua.
(các thành phần trên có thể có hoặc không, tùy khẩu vị người ăn, hàng quán, địa phương)

## Chế biến
- Ngâm gạo khoảng chừng 6 tiếng, cho thêm ít cơm nguội rồi đem đi xay nhuyễn.
- Nướng bánh: Lò nướng bằng đất nung, phổ biến là loại 10 khuôn tròn nhỏ (chủ yếu là sản phẩm của gốm Bàu Trúc). Nhóm và quạt cho hừng lửa than. Đợi lò nóng mới cho khuôn lên, rồi thoa vào mỗi khuôn 1 lớp dầu mỡ (tùy người làm, có thể không cần dầu mỡ). Chờ khuôn thật nóng mới đổ bột vào. Đậy nắp lại, đợi một lúc cho mặt bánh rỗ, mùi bột bánh cháy xém thoảng lên, mặt dưới vàng giòn là chín. Người làm có thể thêm một ít hành lá xắt nhỏ lên trên, sau đó cạy bánh từ một khuôn khác úp vào cái bánh đã rải hành. Rồi cạy cả cặp bánh ra. Hoàn thành.

(cách chế biến này có thể khác, tùy người làm, hàng quán, địa phương)